# Obsjtina Mineralni Bani
Obsjtina Mineralni Bani (bulgariska: Община Минерални Бани) är en kommun i Bulgarien.   Den ligger i regionen Chaskovo, i den centrala delen av landet, 190 km sydost om huvudstaden Sofia.
Obsjtina Mineralni Bani delas in i:
- Angel vojvoda
- Bojan Botevo
- Vinevo
- Karamantsi
- Kolets
- Sirakovo
- Susam
- Sărnitsa
- Tatarevo

Följande samhällen finns i Obsjtina Mineralni Bani:
- Mineralni Bani

Trakten runt Obsjtina Mineralni Bani består till största delen av jordbruksmark. Runt Obsjtina Mineralni Bani är det ganska glesbefolkat, med 31 invånare per kvadratkilometer.